# チラキ (小惑星)
チラキ (732 Tjilaki) は小惑星帯に位置する離心率の小さい小惑星である。1912年4月15日、ハイデルベルクのケーニッヒシュトゥール天文台でアダム・マシンガーが発見した。
インドネシアのマラバル付近の地名から名付けられた。